# Demnant, quod non intelligunt
 Demnant, quod non intelligunt лат. (изговор:  демнант, квод нон интелигунт). Осуђују оно што не схватају. (Марко Фабије Кивнтилијан)

## Поријекло изреке
Ову изреку је изрекао почетком нове ере Квинтилијан (лат. Marcus Fabius Quintilianus), познати римски говорник из Шпаније.

## Тумачење
О некој материји судити може само онај ко ту материју познаје. Суд захтјева компетентност.